# Болото (Аватар: Легенда об Аанге)
«Болото» (англ. The Swamp) — четвёртый эпизод второго сезона американского мультсериала «Аватар: Легенда об Аанге».

## Сюжет
Дядя Айро и Зуко попрошайничают на улицах. Когда к ним подходит мужчина, он просит развлечь их за монету. Айро поёт песню, но парень достаёт мечи и заставляет старика танцевать. После представления он ехидно смеётся над ними, бросая монету. Команда Аватара летит над болотом, и Аангу кажется, что оно зовёт его. Он хочет спуститься, но друзьям не по себе, и они просят Аватара улетать. Однако появляется смерч и засасывает их, сбрасывая в болото и разделяя команду с животными. Аанг не может найти Аппу и Момо, а зубр застрял в лианах. Аанг и Катара думают, что болото живое, но Сокка с ними не соглашается. Ночью Сокка разжигает костёр, а Катаре кажется, что за ними кто-то следит. Аппа рычит на Момо, когда лемур беснуется.
Позже на команду Аватара набрасываются лианы, разделяя друзей. Местные поселенцы обнаруживают следы Аппы и хотят съесть его. Катаре мерещится её мама, но это оказывается лишь трухлявый пень. Сокке видится принцесса Юи, а Аанг замечает девочку в платье, которая бегает по болоту. Аппа и Момо натыкаются на жителей болота, и один из них говорит о желании съесть их, после чего Аппа улетает. Рыбаки начинают преследовать животных. Аанг гонится за девочкой, а потом сталкивается с Катарой и с Соккой. Они оказываются в центре болота, и на них нападает чудище. Охотники плывут за Аппой, и Момо падает с зубра в руки одного из них. Борясь с монстром, команда Аватара обнаруживает, что внутри него человек. Они решают поговорить, и мужчина ведёт их за собой.
Он приводит их к центральному дереву, рассказывая, что защищает это место. Дерево огромно и разрослось на километры, образовав единое болото. Хью, защитник природы, также говорит с ними о видениях команды и отвечает Аангу, что тот скоро встретит ту незнакомую девочку. Затем Аватар, почувствовав единство древа, обнаруживает, что Аппу и Момо схватили, и спешит к ним на помощь. Они знакомятся с рыбаками и после ужинают с ними ночью у костра. Тем временем Зуко, снова надев Синюю маску, нападает на парня, который унизил их утром и забирает его мечи себе.

## Отзывы

Динамика оценок IGN к эпизодам 2 сезона мультсериала

Тори Айрленд Мелл из IGN поставил эпизоду оценку 6,9 из 10 и написал, что серия имела «интересную концепцию и некоторых интересных персонажей». Однако критику эпизод понравился меньше, чем предыдущие во втором сезоне. Он «ожидал гораздо большего от того, что увидел в начальной сцене эпизода, но по мере того, как серия шла», рецензент «чувствовал себя всё более и более разочарованным». В конце Мелл повторил, что «эпизод ни в коем случае не был ужасен, но он просто был не так хорош, как предыдущие серии второго сезона, что придавало ему вид посредственного эпизода».
Хайдену Чайлдсу из The A.V. Club понравились рыбаки и болотный монстр, которого рецензент назвал «великолепным». Ему также понравились «сцены попрошайничества Айро и Зуко». Однако критика меньше устроил основной сюжет «Болота», который «оформлен как фильм ужасов», но Чайлдс ужаса не почувствовал. В конце он также раскритиковал тот факт, что команда Аватара весьма быстро поверила «во врождённую доброту болотных людей».